# Marcelo Silva Ramos
Marcelo Silva Ramos (nacido el 25 de junio de 1973) es un exfutbolista brasileño que se desempeñaba como delantero.
Jugó para clubes como el Cruzeiro, PSV Eindhoven, São Paulo, Nagoya Grampus Eight, Sanfrecce Hiroshima, Corinthians, Vitória, Atlético Nacional y Paranaense.
Salido de las categorías inferiores del EC Bahía, se convirtió en el sexto máximo goleador de la historia del club con 128 goles marcados. Fue bicampeón del estadual de Bahía en 1993 y 1994, siendo el máximo goleador del torneo en el penúltimo año, con 22 goles.
Contratado por Cruzeiro EC en 1995, fue campeón del estadual de Minas Gerais y máximo goleador del mismo torneo en 1996, campeón de la Copa de Brasil  en el mismo año, incluido el gol del título en la decisión contra el SE Palmeiras. Luego de un breve paso por el PSV Eindhoven de Países Bajos en 1997, regresó al conjunto de Belo Horizonte, en donde se consagró campeón de la Copa Libertadores de América, permaneciendo allí hasta el año 2000.
Luego de su etapa en Cruzeiro, Marcelo es fichado por el Palmeiras, São Paulo FC y posteriormente transferido al Nagoya Grampus Eight, regresando a Brasil en 2002 de nuevo al Cruzeiro.
En el club celeste, acumulando sus tres etapas, marcó 162 goles y es el quinto máximo goleador de la historia del club, donde se ganó el sobrenombre de Flecha Azul, inmortalizándose como uno de sus grandes ídolos.
Posteriormente regresa a Japón, para jugar en el Sanfrecce Hiroshima. De regreso a su país, fichó por el SC Corinthians Paulista. Luego de esta etapa, cumplió los deseos de su padre y firmó contrato con el EC Vitória . Posteriormente partió a Colombia, donde fichó por el Atlético Nacional de Medellín.
En 2007, fue máximo goleador del Campeonato Pernambucano y comenzó la Serie B con el Santa Cruz F. C , pero fue contratado por el Clube Atlético Paranaense  , para competir en la Serie A, y permaneció hasta 2008.
El 19 de julio de 2008 aceptó regresar a Bahía, club que lo formó, para ayudar al Esquadrão de Aço a regresar a la Serie A. A su regreso al club tricolor, en su segundo partido, marcó dos goles. En total, marcó siete goles en trece partidos de la Serie B y fue uno de los más destacados del equipo. Sin embargo, fue rechazado por la nueva directiva del club bahiano, y destituido a finales de 2008, cuando Marcelo Guimarães Filho y Paulo Carneiro asumieron los cargos de presidente y director.
Así, aceptó regresar a Santa Cruz, donde ya había jugado en 2007, y volvió a ser el máximo goleador del Campeonato Pernambucano, con diecinueve goles. Posteriormente puso fin a su carrera profesional, jugando en el Itumbiara de Goiás en 2011.
Desde entonces, como ídolo de Bahía, Cruzeiro y Santa Cruz, participó de eventos sociales y homenajes de hinchas y directivos de los clubes a los que trajo tantas alegrías.

## Trayectoria

### Clubes
| Club                 | País         | Año       |
| -------------------- | ------------ | --------- |
| Bahia                | Brasil       | 1994-1995 |
| Cruzeiro             | Brasil       | 1996      |
| PSV Eindhoven        | Países Bajos | 1996-1997 |
| Cruzeiro             | Brasil       | 1997-1999 |
| SE Palmeiras         | Brasil       | 2000      |
| São Paulo            | Brasil       | 2000      |
| Nagoya Grampus Eight | Japón        | 2001-2002 |
| Cruzeiro             | Brasil       | 2002-2003 |
| Sanfrecce Hiroshima  | Japón        | 2003      |
| Corinthians          | Brasil       | 2004      |
| Vitória              | Brasil       | 2005      |
| Atlético Nacional    | Colombia     | 2005-2007 |
| Santa Cruz           | Brasil       | 2007      |
| Paranaense           | Brasil       | 2007-2008 |
| Bahia                | Brasil       | 2008      |
| Santa Cruz           | Brasil       | 2009      |
| Ipatinga             | Brasil       | 2009      |
| Madureira            | Brasil       | 2010      |
| Paysandu             | Brasil       | 2010      |
| Madureira            | Brasil       | 2011      |
| Araxá                | Brasil       | 2011      |
| Itumbiara            | Brasil       | 2011      |

## Palmarés

### Torneos regionales
| Título               | Club          | Estado/Región              | Año  |
| -------------------- | ------------- | -------------------------- | ---- |
| Campeonato Baiano    | EC Bahia      | Bahía                      | 1993 |
| Campeonato Baiano    | EC Bahia      | Bahía                      | 1994 |
| Campeonato Mineiro   | Cruzeiro EC   | Minas Gerais               | 1996 |
| Campeonato Mineiro   | Cruzeiro EC   | Minas Gerais               | 1997 |
| Campeonato Mineiro   | Cruzeiro EC   | Minas Gerais               | 1998 |
| Torneo Río-São Paulo | SE Palmeiras  | Río de Janeiro - São Paulo | 2000 |
| Torneo Río-São Paulo | São Paulo FC  | Río de Janeiro - São Paulo | 2001 |
| Campeonato Mineiro   | Cruzeiro EC   | Minas Gerais               | 2003 |
| Campeonato Baiano    | EC Vitória    | Bahía                      | 2005 |
| Copa Pernambuco      | Santa Cruz FC | Pernambuco                 | 2009 |
| Campeonato Paraense  | Paysandu SC   | Pará                       | 2010 |

### Torneos nacionales
| Título                        | Club              | País         | Año     |
| ----------------------------- | ----------------- | ------------ | ------- |
| Copa de Brasil                | Cruzeiro EC       | Brasil       | 1996    |
| Supercopa de los Países Bajos | PSV Eindhoven     | Países Bajos | 1996    |
| Eredivisie                    | PSV Eindhoven     | Países Bajos | 1996-97 |
| Copa de Campeones             | SE Palmeiras      | Brasil       | 2000    |
| Copa de Brasil                | Cruzeiro EC       | Brasil       | 2003    |
| Serie A                       | Cruzeiro EC       | Brasil       | 2003    |
| Categoría Primera A           | Atlético Nacional | Colombia     | 2005    |
| Categoría Primera A           | Atlético Nacional | Colombia     | 2007    |
| Categoría Primera A           | Atlético Nacional | Colombia     | 2007    |

### Torneos internacionales
| Título                       | Club        | Sede           | Año  |
| ---------------------------- | ----------- | -------------- | ---- |
| Copa Máster de Supercopa     | Cruzeiro EC | Belo Horizonte | 1994 |
| Copa de Oro Nicolás Leoz     | Cruzeiro EC | São Paulo      | 1995 |
| Copa Libertadores de América | Cruzeiro EC | Belo Horizonte | 1997 |
| Recopa Sudamericana          | Cruzeiro EC | Buenos Aires   | 1998 |